# Maxime de Jérusalem
Maxime III de Jérusalem, mort en 350, fut évêque de Jérusalem de 333 à 348. Il était le successeur de Macaire de Jérusalem, dont il avait été coadjuteur, et prédécesseur de Cyrille Ier qu'il ordonna prêtre en 345.

## Martyr
Condamné aux mines par Maximin II Daïa sous les persécutions pour avoir confessé la divinité de Jésus-Christ, il y eut un œil crevé et un pied brûlé comme l'évêque Paphnuce.

## Lutte contre l'arianisme
Remis en liberté sous Constantin Ier, et selon Rufin d'Aquilée ramené a la foi orthodoxe par Paphnuce, il défendit Athanase d'Alexandrie contre les ariens qui l'exilèrent pour faire place à son successeur.